# Lissonota giganta
Lissonota giganta är en stekelart som först beskrevs av Tohru Uchida 1928.  Lissonota giganta ingår i släktet Lissonota och familjen brokparasitsteklar. Inga underarter finns listade i Catalogue of Life.